# Obriši suze, generacijo
Obriši suze, generacijo je jedanaesti studijski album sastava Novi fosili.

## Popis pjesama
A strana
1. "Obriši suze, generacijo" - 4:07
(Rajko Dujmić, Nenad Ninčević, Rajko Dujmić)
2. "Fine djevojke" - 3:15
(Rajko Dujmić, Stevo Cvikić, Rajko Dujmić)
3. "Nije ljubav" - 3:05
(Rajko Dujmić, Stevo Cvikić, Rajko Dujmić)
4. "Bu-bu-a-bu" - 3:00
(Rajko Dujmić, Nenad Ninčević, Rajko Dujmić)
5. "Vrati se ljeto" - 3:50
(Rajko Dujmić, Nenad Ninčević, Rajko Dujmić)
6. "Svakoga dana" - 3:25
(Rajko Dujmić, Stevo Cvikić, Rajko Dujmić)

B strana
1. "Sanjala sam" - 4:00
(Rajko Dujmić, Nenad Ninčević, Rajko Dujmić i Vladimir Kočiš)
2. "Dunjo mirisna" - 3:00
(Rajko Dujmić, Stevo Cvikić, Rajko Dujmić)
3. "Dečki, dečki" - 2:30
(Rajko Dujmić, Stevo Cvikić, Rajko Dujmić i Vladimir Kočiš)
4. "Trideset peta" - 4:05
(Rajko Dujmić, Zrinko Tutić, Rajko Dujmić)
5. "Više mi ništa ne značiš" - 3:20
(Rajko Dujmić, Stevo Cvikić, Rajko Dujmić)
6. "Put na sjever" - 3:25
(Rajko Dujmić, Nenad Ninčević, Rajko Dujmić)